# Sarah Walker (kolarka)
Sarah Walker (ur. 10 lipca 1988 w Whakatane) – nowozelandzka kolarka BMX, wicemistrzyni olimpijska oraz wielokrotna medalistka mistrzostw świata.

## Kariera
Pierwszy sukces w karierze Sarah Walker osiągnęła w 2005 roku, kiedy zdobyła srebrny medal mistrzostw świata juniorów w konkurencji cruiser. Rok później powtórzyła ten wynik, zdobywając także brązowy medal w BMX. W 2007 roku wystąpiła na mistrzostwach świata w Victorii, gdzie zwyciężyła w cruiserze. W tej samej konkurencji zdobyła jeszcze dwa medale: brązowy na MŚ w Taiyuan (2008) oraz złoty na MŚ w Adelaide (2009). Równocześnie zdobywała medale w BMX: srebrny w 2007 roku, brązowy w 2008 roku i złoty w 2009 roku. W międzyczasie wzięła udział w igrzyskach olimpijskich w Pekinie, gdzie była czwarta, przegrywając walkę o podium z Amerykanką Jill Kintner. Następnie zdobyła w BMX srebrne medale podczas mistrzostw świata w Pietermaritzburgu (2010) i mistrzostw w Kopenhadze (2011). W pierwszym wypadku wyprzedziła ją jedynie Brytyjka Shanaze Reade, a w drugim lepsza była Kolumbijka Mariana Pajón. W 2012 roku brała udział w igrzyskach Londynie, gdzie zajęła drugie miejsce za Pajón, a tuż przed Holenderką Laurą Smulders.